# Maison de la famille Petronijević à Belgrade
La maison de la famille Petronijević à Belgrade (en serbe cyrillique : Кућа породице Петронијевић у Београду ; en serbe latin : Kuća porodice Petronijević u Beogradu) est située à Belgrade, la capitale de la Serbie, dans la municipalité urbaine de Vračar. Elle est inscrite sur la liste des monuments culturels protégés de la république de Serbie et sur la liste des biens culturels de la ville de Belgrade (identifiant no SK 2233),.

## Présentation
La maison, située 19 rue Kneza Miloša, a été construite en 1922 comme un immeuble résidentiel et commercial de plusieurs étages pour Miloš Petronijević, le chef de la Banque nationale pour la correspondance étrangère, petit-fils d'Avram Petronijević (1791-1852) et fils de Milan Petronijević (1831-1914),. Elle a été conçue par l'architecte Nikola Nestorović, principalement pour la famille Petronijević, mais aussi pour fournir des appartements et des magasins à louer. Au début des années 1920, Nestorović était considéré comme l'un des architectes les plus en vue de Belgrade : entre autres réalisations, en 1903, il a construit le bâtiment du musée national de Serbie, en collaboration avec Andra Stevanović,,, ou l'hôtel Bristol, édifié entre 1910 et 1912, caractéristique de l'Art nouveau et considéré comme l'une de ses réalisations les plus abouties,, ; en 1903, Nestorović avait également construit sa propre maison familiale au no 40 de la rue Kneza Miloša,,.